# 洛伊滕塔尔
洛伊滕塔尔（德語：Leutenthal，發音：[ˈlɔʏtn̩ˌtaːl]）是德国图林根州魏玛地区县曾经的一个市镇，面积5.51平方千米，2017年12月31日人口为256人。2019年1月1日，洛伊滕塔尔与市镇克罗姆斯多夫和罗尔巴赫并入市镇伊尔姆塔尔-魏恩施特拉瑟。